# Pájaro Burlón
Barbara "Bobbi" Morse, alias Pájaro Burlón (en inglés, Mockingbird) es una superheroína ficticia de los cómics estadounidenses publicados por Marvel Comics. Apareció por primera vez en Astonishing Tales # 6 en 1971 como un personaje secundario e interés amoroso de Ka-Zar. Pronto se revela que es una agente altamente capacitada de S.H.I.E.L.D., con un doctorado en biología. Usó por primera vez el alias "Pájaro burlón" en Marvel Team-Up # 95 (julio de 1980), y pasa a ser miembro de varios equipos de Los Vengadores, casándose brevemente y posteriormente divorciándose de Clint Barton/Ojo de Halcón.
Pájaro Burlón ha sido descrita como una de las heroínas más notables y poderosas de Marvel.
En los medios ambientados en Marvel Cinematic Universe (MCU), Bobbi Morse apareció en la segunda y tercera temporada de la serie de televisión Agents of S.H.I.E.L.D. (2014-2016), interpretada por Adrianne Palicki.

## Biografía ficticia

### Primeras apariciones
El personaje que luego se convierte en Pájaro Burlón aparece por primera vez en una secuencia corta en Astonishing Tales # 6 (junio de 1971) en la que una frenética jovencita llega a la finca inglesa de Lord Kevin Plunder (también conocido como "Ka-Zar"). Al encontrarse con el mayordomo, exclama: "Lord Kevin Plunder, ¿dónde está? ¡Debo hablar con él! ¡Es una cuestión del destino de los mundos!" En una segunda segunda aparición en el mismo número, el personaje afirma que "Lord Kevin Plunder y yo nunca nos hemos encontrado, y sin embargo, siento que lo conozco ... ¡Ya ves, puedo, puedo 'sentir' a la gente en mi mente! Y sé que a menos que hable con él, ¡Lord Kevin morirá!. Creadores posteriores continuaron desarrollando el personaje, y ninguna historia posterior hace referencia a ninguna habilidad psíquica.
Después de esta historia, Roy Thomas se hizo cargo de escribir la tira de Ka-Zar y en su primera historia el personaje aún sin nombre hace otra breve aparición. El mayordomo de la propiedad de Ka-Zar le informa que su empleador se encuentra actualmente en la Tierra Salvaje. La niña entonces jura "caminar la Tierra Salvaje" por "el bien de [Ka-Zar] y el bien del mundo".
En Astonishing Tales # 8 (octubre de 1971) Thomas se une al coguionista Gary Friedrich y el personaje comienza a desarrollarse: su color de cabello cambia a rubio sin explicación y su nombre se le da como "Barbara". En este número, Ka-Zar se encuentra con el sitio de un accidente aéreo en la Tierra Salvaje y se encuentra con un sobreviviente. Este hombre explica que él y su prometida Bárbara volaron a la Tierra Salvaje en busca de Ka-Zar. Menciona que Bárbara se enteró del paradero de Ka-Zar del mayordomo en la propiedad Plunder, lo que indica claramente que Bárbara debe ser el mismo personaje que la morena de los dos números anteriores. Bárbara se muestra más adelante en la historia; habiendo lanzado en paracaídas desde el avión antes del accidente, es rescatada por un grupo de veteranos de la Segunda Guerra Mundial que han estado atrapados en la Tierra Salvaje durante décadas.
Gerry Conway volvió brevemente para coescribir (con Roy Thomas) la próxima aparición de Bárbara donde finalmente se encuentra con Ka-Zar y se reúne con su prometido (cuyo nombre se revela como "Paul"). En el siguiente número (escrito solo por Thomas) Ka-Zar conduce a los dos personajes a través de la peligrosa Tierra Salvaje.
Astonishing Tales # 12 (junio de 1972) es una aparición temprana clave para el personaje, debido en parte a la decisión de Marvel de contar con Hombre Cosa en este número. En este punto, Hombre Cosa había hecho solo una aparición previa, en la revista de 1971 en blanco y negro Savage Tales # 1. Una continuación de la historia de Hombre Cosa del escritor Len Wein y el artista Neal Adams recibió el encargo de una versión de Savage Tales # 2 que finalmente nunca se publicó. Finalmente, al ver la letra impresa en Astonishing Tales # 12, la secuencia se presenta como un flashback y un interludio entre la acción principal del libro.
Uno de los personajes de la historia de Wein / Adams es una científica rubia llamada "Dra. Barbara Morse". Morse está trabajando en un proyecto de investigación en el Instituto Tecnológico de Georgia llamado Proyecto: Gladiador, que es un intento de replicar el suero Super-Soldado que se utilizó para crear el Capitán América. Esta es la misma investigación en la que Ted Sallis había estado trabajando anteriormente cuando un suero defectuoso lo transformó en Hombre Cosa. En la historia, Morse es secuestrado por matones de A.I.M. y luego liberado mediante la intervención de Hombre Cosa.
Enmarcar el flashback es una secuencia de material más reciente del escritor Roy Thomas y el artista John Buscema en el que Bárbara (ahora revelada como "Dra. Barbara Morse" y por lo tanto el personaje de la historia de Wein / Adams Hombre Cosa) y Paul (ahora " Dr. Paul Allen ") acompañe a Ka-Zar de vuelta a los Estados Unidos y le explique que lo buscaron para que pudiera ayudarlos a lidiar con los problemas que rodean la aparición de Hombre Cosa en Florida.
En el próximo número, la historia está completa y Paul revela que es un agente doble que trabaja para A.I.M. También se revela por primera vez que Bárbara tiene conexiones con S.H.I.E.L.D.; la agencia de espionaje le pidió que simulara amar a Allen para "aprender qué [ella] podría" sobre sus actividades con A.I.M. Al final de la historia, Paul muere a manos de Hombre Cosa y Bárbara expresa la esperanza de que pueda "volver a ser científica nuevamente".

### Bobbi Morse, agente 19 de S.H.I.E.L.D.
Mike Friedrich se hizo cargo de Roy Thomas para convertirse en escritor de Astonishing Tales con # 15 (diciembre de 1972). Presenta un nuevo estatus-quo en el que Ka-Zar vive en Nueva York y "lady bióloga" y la agente de S.H.I.E.L.D., Bárbara (que ahora prefiere llamarse "Bobbi"). Morse es su compañero constante.
Friedrich siguió siendo el escritor de varias series de Ka-Zar en color durante los siguientes dos años y durante la mayor parte de ese período continuó presentando a Morse como el compañero de Ka-Zar y ocasionalmente con interés amoroso. En estas historias ella es representada como una agente de S.H.I.E.L.D. completamente entrenada. Despreciador de los orígenes de su selva, ella es la acompañante de Ka-Zar a la ciudad y la vida moderna. Juntos ella y Ka-Zar abordan amenazas como el Empujador, Géminis, Victorius, Gog, y Saqueador. A medida que la serie progresa, comienza a usar un traje típico de vidrios polarizados, una pieza de color rojo y botas. Su designación de "Agente 19" de S.H.I.E.L.D. se revela, y ella y Ka-Zar finalmente se besan.
En 1974, la serie de colores Ka-Zar dejó Astonishing Tales y se relanzó en Ka-Zar, título de El Señor de la Selva Oculta. La tira se establece una vez más en Savage Land y Morse está ausente en la primera historia. Ella regresa en el tercer número, explicando que Nick Fury la envió a una misión de S.H.I.E.L.D. para investigar a "El Tigre", un subversivo que está explotando la crisis energética en América del Sur. Esto la lleva a viajar a regañadientes a la Tierra Salvaje, donde ella y Ka-Zar derrotan juntos a El Tigre y su aliado Hombre Dios juntos.
La introducción de Shanna la Diablesa en el elenco de apoyo de Ka-Zar cambia el papel de Morse en las historias de este período. Ka-Zar expresa una clara atracción hacia Shanna, que es más amigable con la jungla desde el principio y Morse tiene el segundo interés amoroso. Esta dinámica es más notable en la única aparición de Morse en la tira de Ka-Zar en la revista en blanco y negro Savage Tales (# 8, enero de 1975). Escrito por Gerry Conway, la historia muestra a Morse liderando a Shanna y un grupo de agentes de S.H.I.E.L.D. en la Tierra Salvaje donde trabajan con Ka-Zar para neutralizar una amenaza a la seguridad mundial. Durante el curso de la aventura, Morse se da cuenta de que los afectos de Ka-Zar se encuentran con Shanna. Esta historia, publicada por primera vez a fines de 1974, es la última en la que Morse aparece como un personaje secundario de Ka-Zar.

### Cazadora Pájaro Burlón
Un año más tarde, Mike Friedrich regresó al personaje en una historia de 20 páginas con arte de George Evans. Publicado en la revista en blanco y negro One-shot Marvel Super Action # 1 (enero de 1976), la historia es la primera en la que Morse aparece como una superheroína vestida y protagonista principal. Mientras opera como agente de S.H.I.E.L.D., es reclutada por un senador de los Estados Unidos para investigar la corrupción en una sucursal latinoamericana de la organización de espionaje. Para completar su misión, ella "abandona" S.H.I.E.L.D. y adquiere la identidad de superhéroe de "Cazadora".
En una pieza de texto en Marvel Super Action # 1, el editor Archie Goodwin explicó cómo Morse llegó a ser utilizado para esta historia

Sugerí el título ["Cazadora"] y la noción de usar S.H.I.E.L.D. para el escritor Mike Friedrich. Decidió recurrir a un personaje que había ayudado a desarrollar mientras guionizaba el cómic de color Ka-Zar, y terminó reformándolo por completo. Con un poco de kibitzing de Mike y yo, el artista George Evans diseñó el disfraz de la dama y estábamos en el negocio.

Marvel Super Action se diseñó originalmente como una publicación bimensual, pero la recesión económica de mediados de la década de 1970 obligó a Marvel a reducir sus planes y la revista se publicó como única. Esto significaba que la trama de Huntress, originalmente planeada como de dos partes, tuvo que ser condensada antes de la publicación y no se produjeron historias de seguimiento de los mismos creadores.
La siguiente aparición publicada de Morse fue Marvel Team-Up # 95 (julio de 1980) en la que se pone un nuevo disfraz y finalmente adquiere el alias "Pájaro Burlón". Esta historia explica que ella ha seguido investigando la corrupción en S.H.I.E.L.D. y, al hacerlo, ha sido perseguida por la organización que la confunde con un criminal. Trabajando en equipo con Spider-Man (y con la ayuda del director de S.H.I.E.L.D., Nick Fury) Pájaro Burlón se enfrenta a Carl Delanden, un corrupto director de la rama de S.H.I.E.L.D. En la batalla subsiguiente ella es asesinada por agentes de S.H.I.E.L.D. que están siguiendo una orden previa para someterla a toda costa. La historia termina con una Pájaro Burlón inconsciente, gravemente herido pero exonerado, dejado al cuidado de Nick Fury.
La referencia al "por qué abandonamos el apodo de 'Cazadora'" es un guiño al hecho de que DC Comics, rival de Marvel, había presentado a un personaje con el mismo nombre entre Marvel Super Action # 1 y Marvel Team-Up # 95 La "Cazadora" de DC, originalmente la hija superhéroe de Batman y Catwoman de Tierra-2, debutó en All Star Comics # 69 y DC Super-Stars # 17 (ambos diciembre de 1977).

### Pájaro Burlón y Ojo de Halcón
El personaje apareció luego en la miniserie Hawkeye de cuatro temas de Gruenwald en 1983. Completamente recuperado de sus heridas, Pájaro Burlón investiga la corrupción en Empresas Tecnológicas Cross, donde Clint Barton / Ojo de Halcón trabaja como jefe de seguridad. Aunque los dos inicialmente entran en conflicto entre sí, terminan cooperando para luchar contra el villano Crossfire y para el final de la serie se demuestra que están seriamente involucrados, se han fugado juntos a las montañas Pocono y aparentemente están casados.
La miniserie revela cómo Morse originalmente se involucró con S.H.I.E.L.D., contando cómo dejó sus estudios de biología en tecnologías Georgia para seguir a su "favorito" Wilma Calvin en el Proyecto del gobierno: Gladiador. El proyecto de investigación fue patrocinado en parte por S.H.I.E.L.D. lo que llevó a Morse a matricularse en su escuela de espionaje y graduarse en la parte superior de su clase. También se revela que pasó seis meses convaleciente en un hospital privado después de las lesiones que sufrió en Marvel Team-Up # 95.
Gruenwald fue editor del título de los Vengadores a finales de 1983 cuando el escritor Roger Stern comenzó a presentar a Hawkeye y Pájaro Burlón como miembros de la serie de reparto. En un corto período, Pájaro Burlón regresa a la Mansión de los Vengadores con Barton mientras regresa al servicio activo, ella es formalmente presentada al equipo como su esposa, la Visión luego propone que Hawkeye y Pájaro Burlón establezcan un segundo El equipo de los Vengadores en la costa oeste, y los dos se mudan a Los Ángeles.

### Vengadores de la Costa Oeste (1984)
Esto lleva a la serie limitada de cuatro ejemplares de West Coast Avengers de 1984, también escrita por Stern y editada por Gruenwald. En esta serie, Pájaro Burlón se convierte en una Vengadora de pleno derecho mientras ayuda a su esposo a establecer una nueva rama de la organización.
West Coast Avengers se convirtió en una serie regular en 1985 y Steve Englehart, el escritor de la serie para sus primeros 42 números, presentó a Pájaro Burlón en gran medida como uno de los miembros principales del reparto del libro. Un año en la serie, Pájaro Burlón comienza a usar una versión modificada de su traje original, diseñado por el artista de la serie Al Milgrom.
En el último curso de su carrera, Englehart desarrolló una historia en la que la relación entre Hawkeye y Pájaro Burlón se somete a una gran tensión. Cuando los Vengadores de la Costa Oeste son transportados al viejo oeste de 1876, el Jinete Fantasma (Lincoln Slade) secuestra, dropea y lava el cerebro a Pájaro Burlón para que olvide su vida original y la convence de que está enamorada de Slade (y por implicación, de violarla). Después de liberarse de su control, Pájaro Burlón busca vengarse del Jinete, y se muestra permitiéndole hundirse hasta morir en un acantilado.
Hawkeye descubre que Pájaro Burlón deja morir al Jinete Fantasma, y desaprueba duramente sus acciones, lo que lleva a Pájaro Burlón a dejar tanto a Hawkeye como a los Vengadores. Durante un tiempo ella y los ex-Vengadores Tigra y Caballero Luna operan como una pequeña unidad de combate y juntos tienen varias aventuras incluyendo una batalla con el Alto Evolucionador y un encuentro con el Jinete Fantasma moderno que está poseído por su antecesor del siglo XIX. En una historia, el arresto de Pájaro Burlón de Digger provoca una brecha entre los Vengadores de la Costa Oeste y Night Shift. Sin embargo, Pájaro Burlón se reconcilia con el Jinete Fantasma que ya no posee.
John Byrne se convirtió en escritor y artista de West Coast Avengers en 1989 y en su primera historia Pájaro Burlón regresa y admite haber traicionado inadvertidamente al equipo. Más tarde explica que fue engañada por un grupo que afirmó estar conectado con S.H.I.E.L.D. para revelar información de seguridad sobre su cuartel general para un plan de "contingencia" para neutralizar la Visión en caso de que intente apoderarse del mundo una vez de nuevo. De hecho, el plan se puso en funcionamiento de inmediato y, cuando Pájaro Burlón se da cuenta de esto, se precipita a las oficinas centrales de Vengadores de la Costa Oeste para llegar tarde y el grupo ya secuestró y desmanteló el androide. El grupo se revela como un consorcio de servicios de seguridad internacionales y, aunque la Visión finalmente se restaure, su memoria y personalidad se borran.
Más tarde Pájaro Burlón rastrea a Clint Barton (Hawkeye) y hace un intento de reconciliación, admitiendo que ella todavía lo ama. Durante su discusión, Barton revela que previamente habían decidido divorciarse. Hawkeye y Pájaro Burlón luego viajan a Milwaukee para ver la apariencia de un grupo que se hace llamar los " Vengadores de los Grandes Lagos". Tras una investigación, la pareja decide quedarse en Milwaukee para entrenar al grupo de superhéroes aficionados y trabajar en su relación.
Las siguientes apariciones regulares de Pájaro Burlón son como personaje secundario en la tira de Hawkeye en Avengers Spotlight, en una historia escrita por Steve Gerber en la que ayuda a su marido mientras se enfrenta al señor del crimen asiático de Los Ángeles, Lotus.

### Vengadores de la Costa Oeste
Roy Thomas volvió a escribir el personaje cuando él y su esposa Dann se convirtieron en coescritores del rebautizado título de Vengadores de la Costa Oeste en 1990. Pájaro Burlón primero hace una breve reaparición en el título cuando asiste a una reunión del equipo de la Vengadores de la Costa Oeste y se postula regresar al equipo, siendo votado como un "miembro alterno" (efectivamente un miembro de reserva). Hawkeye (que ya es un miembro de pleno derecho, que regresó a la serie un año antes) admite que no votó por ella y la describe como su "esposa distanciada". Pájaro Burlón luego regresa a Detroit.
En una historia posterior, Morse contacta a Barton y le dice que ella regresará a Los Ángeles desde Detroit para discutir asuntos con él. Luego se reúne con su esposo mientras él está en el campo como Hawkeye, uniéndose a él y a la costa oeste de Los Vengadores en una misión después de lo cual Pájaro Burlón comienza a aparecer regularmente como miembro del reparto del libro. Sin embargo, Pájaro Burlón le revela a Hawkeye que su divorcio es casi definitivo y Ultron la secuestra y usa sus patrones de pensamiento y personalidad para crear su segunda "esposa" robótica Alkhema, los dos reavivan su romance después de que ella es liberada.
La interpretación original de algunos de estos eventos cambia con una historia que se publica 17 años después. New Avengers: The Reunion # 2 (mayo de 2009) afirma que justo antes de su secuestro por Ultron, Pájaro Burlón fue reemplazada por un imitador Skrull, y por lo tanto "Pájaro Burlón" que aparece entre Avengers West Coast vol. 1, # 89/90 (diciembre de 1992 / enero de 1993) y Secret Invasion # 8 (enero de 2009) ya no se debe considerar el personaje genuino.
La reconciliación entre Hawkeye y Pájaro Burlón es efímera ya que a fines de 1993 Thomas sacrificó su vida para salvar a su marido de Mefisto en el # 100 de Avengers West Coast.
El título de Vengadores de la Costa Oeste de los fue cancelado dos números más tarde. La historia muestra cómo el equipo, tambaleándose por los acontecimientos que rodearon la muerte de Pájaro Burlón, finalmente se ve obligado a disolverse.

### Post-muerte
En 1998, el escritor Kurt Busiek revivió brevemente al personaje de la serie Avengers volumen 3, donde aparece como un cadáver reanimado, un miembro de la Legión de los No Vivos, parte de la trama del Segador para destruir a los Vengadores.
En Thunderbolts Annual 2000 de 1999, los escritores Busiek y Fabian Nicieza hacen que Pájaro Burlón envíe un mensaje del más allá que resulta en la resurrección de Gata Infernal. Sus razones para estar en el infierno no están claras, aunque niega que se deba a su negativa anterior a salvar al Jinete Fantasma, insinuando que su presencia en el infierno está cumpliendo algún propósito. En la siguiente serie limitada de Hellcat del escritor Steve Englehart, Mockingbird se representa librando interminables batallas en el infierno.
El personaje aparece luego en el irónico 2006 X-Statix Presents: Dead Girl la miniserie del escritor Peter Milligan. En esta serie, se la representa residiendo en Heaven, donde es miembro activo de un club de lectura que también incluye a Dead Girl, Gwen Stacy y Moira MacTaggert. Ella es reclutada por Doctor Strange y Dead Girl para ayudar a derrotar al Sr. Pitiful y su grupo de supervillanos resucitados. Ella regresa al Cielo en la conclusión de la serie y no se hace referencia a sus apariciones previas en el infierno.

### Regreso
En una entrevista de 2009, el editor y escritor de Marvel, Jim McCann, reveló cómo la decisión de resucitar a Mockingbird se hizo de manera creativa:

Hace aproximadamente un año y medio, estábamos planeando el final de "Secret Invasion" y con un personaje queríamos recuperar algo que Skrulls hubiera quitado. Había un par de personajes en la lista para eso, pero Pájaro Burlón fue la que más luché, y como [el escritor de la serie Secret Invasion ] Brian [Bendis] ha señalado, dije que eran como el Sr. y la Sra. Smith del Universo Marvel. Él estaba como, "Eso suena genial. Podemos usar eso".

Bendis primero se burla del regreso de Pájaro Burlón cuando, al comienzo de "Secret Invasion", una nave espacial se estrella en la Tierra Salvaje y un gran grupo de superhéroes emerge de los restos, entre los que se encuentra un personaje que se parece exactamente a Pájaro Burlón. Todos los miembros de este grupo se presentan como el artículo genuino: afirman que en algún momento en el pasado fueron secuestrados y reemplazados por impostores Skrull, los Skrulls siendo una raza de cambiaformas alienígenas. Clint Barton, que está presente en la escena (y en este punto se conoce con el nombre en clave "Ronin") cree que las afirmaciones de este" ruiseñor "de ser su esposa porque ella es capaz de decirle la importancia de la fecha" 12 de octubre "a su relación. La fecha habría sido el cumpleaños del hijo abortado (antes no mencionado) de la pareja, que se explica fue concebido en algún momento durante su carrera conjunta como Vengadores. Barton inicialmente defiende a este "ruiseñor" de las sospechas de otros superhéroes, pero cuando se revela que es un impostor de Skrull, la mata de un ataque de ira.
Más adelante en la serie Iron Man encuentra una nave Skrull en órbita que contiene genuinamente varias personas que habían sido secuestradas y reemplazadas por los Skrulls. La verdadera Pájaro Burlón se revela entre ellos y se reúne entre lágrimas con Barton.
En una edición posterior de Avengers: The Initiative, los escritores Christos Gage y Dan Slott incluyen a Pájaro Burlón entre un grupo de abducidos por Skrull que asisten a una reunión de apoyo sobre su experiencia.

### De vuelta en acción
Después del regreso del personaje en la historia de la "Invasión Secreta" de 2008, Bendis comenzó a usar a Pájaro Burlón regularmente en el título de New Avengers. Se une al equipo (en la que su esposo, que todavía usa el nombre en clave "Ronin", también es miembro), y con ellos lucha contra la pandilla de supervillanos de Capucha, se entera de la verdadera identidad de Spider-Man, y las batallas de Dormammu.
Pájaro Burlón gana un nuevo disfraz en la miniserie New Avengers 2009: The Reunion, que fue escrita por David López y Jo Chen y escrita por el editor y escritor que había abogado previamente por el regreso de Morse: Jim McCann. La trama de la serie involucra a Pájaro Burlón y Clint Barton / Ronin en equipo para enfrentarse a la Científica de A.I.M., Monica Rappaccini. Durante la historia, Morse revela que ella y un grupo de compañeros exagentes de S.H.I.E.L.D. que también fueron secuestrados por Skrull han formado una nueva organización de espionaje: la "Agencia Mundial contra el Terrorismo" o "WCA" (la abreviatura es un guiño a Barton y Morse Equipo de "West Coast Avengers").
Esta serie también revela que Pájaro Burlón fue reemplazada por un Skrull justo antes de su secuestro por Ultron. Este es un punto de la trama en la serie, ya que establece que antes de su secuestro Barton y Morse estaban en el proceso de divorciarse y que técnicamente ya no está casada con él. Al concluir la historia, reavivan su relación, aunque deciden no casarse.
En una subsiguiente historia de New Avengers, Pájaro Burlón es el único miembro que queda en pie cuando un dispositivo inventado por Jonas Harrow inhibe al resto de los superpoderes de sus compañeros de equipo. Morse se ve obligada a luchar contra toda la Brigada de Demolición sola en Times Square y finalmente es derrotada por ellos. Sin embargo, luego regresa a la escena con un Quinjet Vengador para rescatar a sus colegas.
Otra trama involucra a Clint Barton / Ronin jurando matar a Norman Osborn. Morse y los otros Nuevos Vengadores objetan la idea, por lo que Barton intenta el asesinato solo y en secreto. Finalmente falla y es capturada por los Vengadores Oscuros, Pájaro Burlón lidera para montar una misión de rescate con otros Vengadores y liberar a Barton.
En marzo de 2010 Marvel anunció que se lanzaría una nueva serie en curso de Hawkeye & Mockingbird en junio de 2010, producida por el equipo creativo The New Avengers: The Reunion del escritor Jim McCann y el artista David López. Las entrevistas promocionales revelaron que la premisa de la serie involucraba a Morse y Clint Barton (una vez más bajo el nombre en clave "Hawkeye") trabajando juntos como agentes de la Agencia Mundial de Lucha contra el Terrorismo. Ambos son aún miembros de los Nuevos Vengadores, aunque Barton pronto abandona el equipo porque prefiere trabajar en el equipo principal de los Vengadores, diciendo que solo estaba con los Nuevos Vengadores de pasar tiempo con su esposa.
Durante una redada en un almacén que se revela como la ubicación del intento de H.A.M.M.E.R. de reorganizarse después de la derrota de Norman Osborn, Bobbi es mortalmente herido en un tiroteo a pesar de los intentos de Spider-Man de salvarla, obligando a sus compañeros a evacuarla al hospital. Mientras Pájaro Burlón se encuentra en el hospital en estado crítico, Nick Fury se pone en contacto con el equipo y le da un suero secreto que fue creado por los alemanes en 1959 y que ha sido redescubierta recientemente por los agentes de H.A.M.M.E.R.; una combinación del Súper Soldado que convirtió a Steve Rogers en el Capitán América, y la Fórmula Infinity que desaceleró el envejecimiento de Fury. La Fórmula le salva la vida, pero Nick advierte a los Nuevos Vengadores que no puede predecir las consecuencias de convertir a Pájaro Burlón en una combinación de él mismo y Rogers.
Después de ser inyectado con la Fórmula durante la historia de "Fear Itself", Pájaro Burlón hace una recuperación rápida y completa de su lesión, y exhibe poderes similares a Steve Rogers. Ella está bastante aliviada y feliz de estar viva, y lucha con fuerza contra las fuerzas de la Serpiente en Nueva York. Después de que ella sea testigo de la caída de la Torre de los Vengadores, sus sentimientos de felicidad se vuelven sobrios, y ella jura derrotar a Sin.
Hawkeye y Pájaro Burlón permanecen divorciados, yendo por caminos separados.

### Marvel NOW!
Como parte del 2012 Marvel NOW!, Pájaro Burlón aparece como parte de la nueva lista de Vengadores Secretos de S.H.I.E.L.D., haciendo su aparición debut mientras ayuda a Nick Fury, Jr. a capturar Taskmaster. Durante esa misión, ella usa un Camo-Tech de S.H.I.E.L.D. para disfrazarse como Aloysius Thorndrake del Consejo de Sombras. Pájaro Burlón va a la isla A.I.M. para ayudar a Taskmaster a ayudar a hacer contacto entre los drones Iron Patriot rogue y James Rhodes.

### All-New, All-Different Marvel
Como parte de la All-New, All-Different Marvel, Pájaro Burlón ayuda a Spider-Man cuando persiguen a Leo Sect de Zodiac por las carreteras de Shanghái, China, ya que le dan un informe de estado a Nick Fury, Jr. Cuando toman el liderazgo Leo Miembro de la secta, Mockingbird lo acusa de adherirse a su idealismo de "nadie muere a mi alrededor" después de usar un antídoto para contrarrestar la píldora suicida del miembro de la Secta Leo. Spider-Man le dice que ya no es tan ingenuo y simplemente quiere salvar a todos los que pueda.
Después de recuperar el Webware de Piscis, Acuario y Cáncer, Spider-Man le da el estado de la misión a Pájaro Burlón y Nick Fury Jr. Pájaro Burlón le dice a Spider-Man que Leo todavía está siendo interrogado y aún no lo ha delatado.
Durante Civil War II, Pájaro Burlón es invitada a un crucero de cosplay con la promesa de documentos secretos para demostrar la inocencia de Hawkeye. Resultó ser una artimaña del Jinete Fantasma para recuperar su amor. Ella es capaz de eliminarlo de su forma corpórea, pero ambos caen al agua mientras el crucero rodea el Triángulo de las Bermudas. Bobbi es rescatada por Lance Hunter, pero el Fantasma es destruido por las aguas.
Durante la historia del Imperio Secreto, Pájaro Burlón aparece como un miembro del Underground después de la absorción de Hydra de los Estados Unidos. Más tarde se revela que ella es la persona interna de Maria Hill en el subterráneo principal.

## Habilidades y equipamiento
Morse es una agente de S.H.I.E.L.D. capacitada que se graduó en la parte superior de su clase y como tal es muy hábil en varias formas de combate cuerpo a cuerpo, incluyendo Kung Fu y Taekwondo y familiarizado con una amplia gama de armas. El personaje usualmente usa un par de bastones que se pueden combinar para formar un solo BO-personal en combate, armas con las que ella tiene una gran experiencia. Ella también posee un doctorado en biología.
Para hacer frente a una lesión mortal que sufrió en una misión, Morse fue inyectada con un suero experimental que combina el Suero del Súper Soldado que dio la fuerza del Capitán América y la Fórmula Infinita que ha ralentizado el envejecimiento de Nick Fury. La consecuencia obvia de esto fue que sus heridas fueron curadas, pero Fury admitió su incertidumbre sobre las consecuencias a largo plazo de la fórmula en su biología. Hasta el momento, ha expuesto mejorado en gran medida la fuerza física, la curación y la agilidad.

## Impacto y legado cultural

### Recepción crítica
Matthew Erao de Screen Rant se refirió a Pájaro Burlón como uno de los "agentes más poderosos de S.H.I.E.L.D.", y escribió: "Ha habido muchos agentes formidables de S.H.I.E.L.D. en la larga historia cómica de la organización. Si bien muchos conocen a Bobbi Morse como la superhéroe Pájaro Burlón o la Agente 19 de S.H.I.E.L.D., también es la Dra. Bárbara Morse, una genio en biología. Su doctorado en el campo la llevó a trabajar en Project: Gladiator in the Everglades, el mismo programa Super Soldado que llevó a Ted Sallis a convertirse en Man-Thing. Presentado en Astonishing Tales #6 en 1971, Bobbi era casi un personaje descartable antes de convertirse en el transcurso de varios cómics en el genio rudo que todos conocemos y amamos". David Harth de CBR.com calificó a Pájaro Burlón como uno de los "más grandes vengadores" y afirmó: "Los Vengadores cuentan con una gran variedad de poderosos héroes. Los más grandes confían en su fuerza interior, manteniéndose valientes frente al peligro. Pájaro Burlón hizo un nombre para sí misma en S.H.I.E.L.D. Inyectada con una variante del suero del súper soldado, la agente Bobbi Morse se convirtió en Pájaro Burlón y se unió a los Vengadores, finalmente se casó con Ojo de Halcón y ayudó a fundar los Vengadores de la Costa Oeste. Ella era el corazón y el alma del equipo, nunca tímida. lejos de la línea del frente. Pájaro Burlón tenía algunas mejoras, incluida la curación rápida, pero ella era solo humana. Eso nunca le impidió lanzarse a batallas que la habrían matado mil veces. Sobrevivió a todos los obstáculos, incluidos años en una prisión Skrull, su coraje la ayudó a superar todo".

### Reconocimientos
- En 2012, IGN clasificó a Pájaro Burlón en el puesto 48 de su lista de los "50 mejores vengadores".[103]
- En 2013, Tor.com incluyó a Pájaro Burlón en su lista de "Diez personajes que nos gustaría ver en Marvel's Agents of S.H.I.E.L.D.".[104]
- En 2015, Gizmodo ocupó el puesto 27 en su lista de "Todos los miembros de los Vengadores".[105]
- En 2017, Screen Rant clasificó a Pájaro Burlón en el décimo lugar en su lista "Marvel: 17 agentes más poderosos de S.H.I.E.L.D.".[6]
- En 2018, CBR.com clasificó a Pájaro Burlón en el puesto 19 en su lista de "Súper soldados más poderosos de Marvel".[106]
- En 2019, CBR.com clasificó a Pájaro Burlón en el sexto lugar en su lista de los "10 mejores agentes de S.H.I.E.L.D. de todos los tiempos".[101]
- En 2020, Scary Mommy incluyó a Pájaro Burlón en su lista "Estos más de 195 personajes femeninos de Marvel son verdaderamente heroicos".[4]
- En 2021, CBR.com clasificó a Pájaro Burlón en el sexto lugar en su lista "Marvel: 10 mejores agentes de S.H.I.E.L.D".[5]
- En 2021, CBR.com clasificó a Pájaro Burlón en el séptimo lugar en su lista "Marvel: 10 personajes femeninos más inteligentes".[107]
- En 2021, Screen Rant incluyó la relación de Pájaro Burlón con Ojo de Halcónen su lista de las "10 mejores relaciones en Avengers Comics".[108]
- En 2022, CBR.com clasificó a Pájaro Burlón en el noveno lugar en su lista de los "10 mejores vengadores, clasificados por coraje".[102]

## Otras versiones
El ruiseñor ha sido representado en otros universos ficticios. Algunos de estos incluyen:

### The Last Avengers Story
Titulada en un futuro lejano, la miniserie de 1995 del escritor Peter David, The Last Avengers Story, muestra a Pájaro Burlón como una amargada jubilada que cuida a su ciego esposo Clint Barton. Al final de la historia, Pájaro Burlón y Hawkeye vuelven al deber y ayudan a los Vengadores a derrotar a Ultron, Segador y Kang.

### Cuatro fantásticos: Big Town
El escritor Steve Englehart volvió a visitar el matrimonio de Pájaro Burlón y Hawkeye en la miniserie de 2001 Fantastic Four: Big Town. Ambientada en un mundo donde los avances tecnológicos de Reed Richards se han filtrado a lo largo de la sociedad, la serie muestra a Pájaro Burlón y Hawkeye como recién casados y miembros de los Vengadores con sede en Manhattan. Su relación se ve sometida a una tensión familiar cuando Pájaro Burlón mata a un atacante en defensa de su marido y Hawkeye desaprueba sus acciones, cuestionando su necesidad. Más adelante en la historia, Pájaro Burlón se abstiene de matar a Quicksilver, que luego mata a Hawkeye. Al final de la historia, los Vengadores consideran revivir a Barton colocando sus patrones cerebrales en el cuerpo del androide Visión.

### "Casa de M"
Bobbi Morse aparece como miembro del grupo de Resistencia Humana de Luke Cage apodado los "Vengadores" en la miniserie de la escritora Christos Gage, House of M: Avengers. En esta historia, ambientada en la línea de tiempo alternativa de la historia de "House of M", Morse es una exagente de S.H.I.E.L.D. que fue eliminado de la organización cuando los mutantes se convirtieron en la especie dominante. Se convierte en una vigilante con disfraces y está involucrada sentimentalmente con Clint Barton / Hawkeye. En el penúltimo número de la serie, el personaje sale a buscar asilo en Wakanda mientras Hawkeye se queda atrás.

### Marvel Zombies
Pájaro Burlón aparece como uno de los héroes zombificados que atacan al Punisher en Marvel Zombies vs. The Army of Darkness # 2.

## En otros medios

### Televisión
- Pájaro Burlón aparece de forma recurrente en la serie animada The Avengers: Earth's Mightiest Heroes.[116] Ella es una agente de S.H.I.E.L.D. con vínculos con Ojo de Halcón y Viuda Negra, tomando su lugar en operaciones especiales, cuando el primero se unió a los Vengadores y que este bajó observación (aunque resultó que la Viuda Negra era un doble agente de S.H.I.E.L.D.). Ella es capturada por los Skrulls y se hizo pasar por la reina Skrull, pero se escapa con el Capitán América y otros prisioneros.

### Marvel Cinematic Universe
Dos encarnaciones separadas de Bobbi Morse y la Agente 19 de S.H.I.E.L.D. han aparecido en la franquicia de medios de Marvel Cinematic Universe (MCU):
- Bobbi Morse aparece como personaje principal de la serie de televisión Agents of S.H.I.E.L.D., el personaje es interpretado por la actriz Adrianne Palicki.[117] En la segunda temporada apareció en "A Hen in the Wolf House"[118][119] como una infiltrada en HYDRA para salvar a Jemma Simmons y en "Aftershocks", es una agente de S.H.I.E.L.D, que fue casada con el mercenario Lance Hunter (interpretado por Nick Blood). Los dos finalmente vuelven juntos, mientras en convertirse en agentes de campo a tiempo completo para S.H.I.E.L.D. por el director Phil Coulson, hasta que salen de la organización después de un incidente en Rusia durante el episodio "Parting Shot", de la tercera temporada.[120]
- Los personajes de Bobbi Morse y Lance Hunter, tendrían su propia serie desarrollada por Marvel, la cual se titula Marvel's Most Wanted, pero fue cancelada.[121]
- Pájaro Burlón es retratado en el UCM por Linda Cardellini como Laura Barton, esposa de Hawkeye, que ha tenido apariciones en Avengers: Age of Ultron (2015), Avengers: Endgame (2019) y en la reciente serie de Disney+, Hawkeye (2021).

### Videojuegos
- Pájaro Burlón hace un cameo en el final de Ojo de Halcón en Ultimate Marvel vs. Capcom 3 como miembro de los Nuevos Vengadores de la Costa Oeste. Si Ojo de Halcón pelea contra un oponente femenino, él mencionará que está casado.
- Pájaro Burlón es un personaje jugable en el juego Avengers Academy.
- Pájaro Burlón es un personaje jugable en el juego de Facebook, Marvel: Avengers Alliance.
- Pájaro Burlón es un personaje jugable en Lego Marvel's Avengers. Los agentes de SHIELD, la versión también se presenta como contenido descargable.
- Pájaro Burlón es un personaje jugable en Marvel Future Fight.
- Pájaro Burlón es un personaje jugable en el juego móvil y para PC Marvel Puzzle Quest. Ella fue agregada al juego en julio de 2017.[122]